# Чемпіонат світу з хокею із шайбою 2019 (дивізіон II)
Чемпіонат світу з хокею із шайбою 2019 (дивізіон II) — чемпіонат світу з хокею із шайбою, який пройшов в двох групах. Група А зіграла у Сербії 9 — 15 квітня, а Група В у Мексиці 21 — 27 квітня.

## Група А

### Учасники
| Збірна    | Результати 2018 року                |
| --------- | ----------------------------------- |
| Хорватія  | 6-е місце Дивізіон I В.             |
| Австралія | 2-е місце Дивізіон II А.            |
| Сербія    | Господарі, 3-є місце Дивізіон II А. |
| Китай     | 4-е місце Дивізіон II А.            |
| Бельгія   | 5-е місце Дивізіон II А.            |
| Іспанія   | 1-е місце Дивізіон II B.            |

### Підсумкова таблиця
| Поз | Команда       | М | В | ВО | ПО | П | ГЗ | ГП | Різ | О  | Кваліфікація або пониження    |
| --- | ------------- | - | - | -- | -- | - | -- | -- | --- | -- | ----------------------------- |
| 1   | Сербія (H, P) | 5 | 3 | 1  | 0  | 1 | 20 | 14 | +6  | 11 | Підвищення до Дивізіону І (В) |
| 2   | Хорватія      | 5 | 3 | 1  | 0  | 1 | 19 | 9  | +10 | 11 |                               |
| 3   | Австралія     | 5 | 3 | 0  | 1  | 1 | 14 | 10 | +4  | 10 |                               |
| 4   | Іспанія       | 5 | 2 | 0  | 2  | 1 | 14 | 16 | −2  | 8  |                               |
| 5   | Китай         | 5 | 1 | 0  | 0  | 4 | 14 | 21 | −7  | 3  |                               |
| 6   | Бельгія (R)   | 5 | 0 | 1  | 0  | 4 | 11 | 22 | −11 | 2  | Пониження до Дивізіону ІІ (В) |

1. 1 2  Сербія 3–1 Хорватія

### Результати
| Дата      | Команда   | Рахунок                                                                                    | Команда   |
| --------- | --------- | ------------------------------------------------------------------------------------------ | --------- |
| 9.4.2019  | Іспанія   | 5-3 (2-1, 1-1, 2-1) Протокол [Архівовано 23 квітня 2019 у Wayback Machine.]                | Китай     |
| 9.4.2019  | Австралія | 3-4 ОТ (3-0, 0-2, 0-1, 0-1) Протокол [Архівовано 23 квітня 2019 у Wayback Machine.]        | Бельгія   |
| 9.4.2019  | Сербія    | 3-1 (1-1, 1-0, 1-0) Протокол [Архівовано 23 квітня 2019 у Wayback Machine.]                | Хорватія  |
| 10.4.2019 | Бельгія   | 2-4 (0-2, 1-0, 1-2) Протокол [Архівовано 10 квітня 2019 у Wayback Machine.]                | Іспанія   |
| 10.4.2019 | Хорватія  | 7-0 (2-0, 3-0, 2-0) Протокол [Архівовано 16 липня 2019 у Wayback Machine.]                 | Китай     |
| 10.4.2019 | Австралія | 3-2 (2-1, 1-0, 0-1) Протокол [Архівовано 16 липня 2019 у Wayback Machine.]                 | Сербія    |
| 12.4.2019 | Хорватія  | 5-2 (2-0, 1-2, 2-0) Протокол [Архівовано 12 квітня 2019 у Wayback Machine.]                | Бельгія   |
| 12.4.2019 | Австралія | 4-0 (1-0, 2-0, 1-0) Протокол [Архівовано 12 квітня 2019 у Wayback Machine.]                | Іспанія   |
| 12.4.2019 | Сербія    | 6-5 (1-2, 1-3, 4-0) Протокол [Архівовано 12 квітня 2019 у Wayback Machine.]                | Китай     |
| 13.4.2019 | Китай     | 2-3 (0-0, 2-1, 0-2) Протокол [Архівовано 13 квітня 2019 у Wayback Machine.]                | Австралія |
| 13.4.2019 | Іспанія   | 3-4 бул. (1-0, 1-2, 1-1, 0-0, 0-1) Протокол [Архівовано 13 квітня 2019 у Wayback Machine.] | Хорватія  |
| 13.4.2019 | Бельгія   | 3-6 (1-2, 0-2, 2-2) Протокол [Архівовано 13 квітня 2019 у Wayback Machine.]                | Сербія    |
| 15.4.2019 | Хорватія  | 2-1 (1-0, 1-1, 0-0) Протокол [Архівовано 13 квітня 2019 у Wayback Machine.]                | Австралія |
| 15.4.2019 | Китай     | 4-0 (1-0, 2-0, 1-0) Протокол [Архівовано 15 квітня 2019 у Wayback Machine.]                | Бельгія   |
| 15.4.2019 | Сербія    | 3-2 бул. (1-0, 0-1, 1-1, 0-0, 1-0) Протокол [Архівовано 15 квітня 2019 у Wayback Machine.] | Іспанія   |

### Нагороди
Найкращі гравці, обрані дирекцією ІІХФ.
- Найкращий воротар:  Вілім Росандич
- Найкращий захисник:  Шон Моррісонн
- Найкращий нападник:  Мірко Джумич

Джерело: IIHF.com 

## Група В

### Учасники
| Збірна         | Результати 2017 року                |
| -------------- | ----------------------------------- |
| Ісландія       | 6-е місце Дивізіон II А.            |
| Нова Зеландія  | 2-е місце Дивізіон II В.            |
| Ізраїль        | 3-є місце Дивізіон II В.            |
| Північна Корея | 4-е місце Дивізіон II В.            |
| Мексика        | Господарі, 5-е місце Дивізіон II В. |
| Грузія         | 1-е місце Дивізіон III.             |

### Підсумкова таблиця
| Поз | Команда            | М | В | ВО | ПО | П | ГЗ | ГП | Різ | О  | Кваліфікація або пониження   |
| --- | ------------------ | - | - | -- | -- | - | -- | -- | --- | -- | ---------------------------- |
| 1   | Ізраїль (P)        | 5 | 4 | 1  | 0  | 0 | 32 | 16 | +16 | 14 | Підвищення до Дивізіону II A |
| 2   | Ісландія           | 5 | 3 | 0  | 0  | 2 | 26 | 15 | +11 | 9  |                              |
| 3   | Нова Зеландія      | 5 | 3 | 0  | 0  | 2 | 26 | 18 | +8  | 9  |                              |
| 4   | Грузія             | 5 | 2 | 0  | 0  | 3 | 18 | 27 | −9  | 6  |                              |
| 5   | Мексика (H)        | 5 | 1 | 0  | 1  | 3 | 17 | 25 | −8  | 4  |                              |
| 6   | Північна Корея (R) | 5 | 1 | 0  | 0  | 4 | 19 | 37 | −18 | 3  | Пониження до Дивізіону III   |

1. 1 2  Ісландія 4–2 Нова Зеландія

### Результати
| Дата      | Команда        | Рахунок                                                                             | Команда        |
| --------- | -------------- | ----------------------------------------------------------------------------------- | -------------- |
| 21.4.2019 | Ізраїль        | 6-3 (2-1, 2-1, 2-1) Протокол [Архівовано 23 квітня 2019 у Wayback Machine.]         | Ісландія       |
| 21.4.2019 | Грузія         | 4-9 (2-2, 2-3, 0-4) Протокол [Архівовано 23 квітня 2019 у Wayback Machine.]         | Північна Корея |
| 21.4.2019 | Нова Зеландія  | 7-2 (4-1, 3-1, 0-0) Протокол [Архівовано 22 квітня 2019 у Wayback Machine.]         | Мексика        |
| 22.4.2019 | Ісландія       | 8-0 (4-0, 3-0, 1-0) Протокол [Архівовано 23 квітня 2019 у Wayback Machine.]         | Північна Корея |
| 22.4.2019 | Мексика        | 2-3 (1-1, 0-1, 1-1) Протокол [Архівовано 23 квітня 2019 у Wayback Machine.]         | Грузія         |
| 22.4.2019 | Нова Зеландія  | 3-5 (1-1, 0-2, 2-2) Протокол [Архівовано 23 квітня 2019 у Wayback Machine.]         | Ізраїль        |
| 24.4.2019 | Нова Зеландія  | 6-2 (2-2, 2-0, 2-0) Протокол [Архівовано 24 квітня 2019 у Wayback Machine.]         | Грузія         |
| 24.4.2019 | Ізраїль        | 9-3 (2-1, 4-1, 3-1) Протокол [Архівовано 25 квітня 2019 у Wayback Machine.]         | Північна Корея |
| 24.4.2019 | Ісландія       | 8-1 (2-0, 6-1, 0-0) Протокол [Архівовано 25 квітня 2019 у Wayback Machine.]         | Мексика        |
| 26.4.2019 | Північна Корея | 5-8 (3-2, 1-2, 1-4) Протокол [Архівовано 26 квітня 2019 у Wayback Machine.]         | Нова Зеландія  |
| 26.4.2019 | Грузія         | 6-3 (2-3, 2-0, 2-0) Протокол [Архівовано 27 квітня 2019 у Wayback Machine.]         | Ісландія       |
| 26.4.2019 | Мексика        | 4-5 ОТ (3-1, 0-3, 1-0, 0-1) Протокол [Архівовано 27 квітня 2019 у Wayback Machine.] | Ізраїль        |
| 27.4.2019 | Ізраїль        | 7-3 (2-1, 4-0, 1-2) Протокол [Архівовано 27 квітня 2019 у Wayback Machine.]         | Грузія         |
| 27.4.2019 | Ісландія       | 4-2 (2-0, 2-0, 2-2) Протокол [Архівовано 28 квітня 2019 у Wayback Machine.]         | Нова Зеландія  |
| 27.4.2019 | Північна Корея | 2-8 (1-4, 0-1, 1-3) Протокол [Архівовано 28 квітня 2019 у Wayback Machine.]         | Мексика        |

### Нагороди
Найкращі гравці, обрані дирекцією ІІХФ.
- Найкращий воротар:  Денніс Гедстрем
- Найкращий захисник:  Стефан Амстон
- Найкращий нападник:  Еліезер Щербатов

Джерело: IIHF.com [Архівовано 28 квітня 2019 у Wayback Machine.]